# لو ورن (آیووا)
لو ورن (به انگلیسی: Lu Verne) شهری در ایالت آیووا کشور ایالات متحده آمریکا است که جمعیت آن در سرشماری سال ۲۰۱۰ میلادی، ۲۶۱ نفر بوده‌است.